# Darja Piščalnikovová
Darja Vitaljevna Piščalnikovová (rusky: Дарья Витальевна Пищальникова – Darja Vitaljevna Piščalnikova; * 19. července 1985 Astrachaň, Sovětský svaz) je ruská atletka, mistryně Evropy v hodu diskem.

## Kariéra
První mezinárodní úspěch zaznamenala v roce 2001 v maďarském Debrecínu na MS do 17 let, kde získala stříbrnou medaili. Na MS juniorů 2002 v Kingstonu obsadila ve finále 8. místo. Bronzovou medaili vybojovala o rok později na juniorském mistrovství Evropy ve finském Tampere a v roce 2004 získala stříbro na juniorském MS v italském Grossetu. V roce 2005 skončila stříbrná také na evropském šampionátu do 23 let v Erfurtu a na světové letní univerziádě v tureckém İzmiru se umístila na 6. místě.

### Göteborg 2006
Na Mistrovství Evropy v atletice 2006 v Göteborgu se stala překvapivou mistryní Evropy. Po třech sériích hodů figurovala s výkonem 60,81 metru na průběžném šestém místě. Ve čtvrté sérii však poslala disk do vzdálenosti 65,55 m a tímto výkonem si vytvořila nový osobní rekord. Žádná ze soupeřek již nedokázala odpovědět a Piščalnikovová získala zlato. Druhý nejdelší hod předvedla Němka Franka Dietzschová (64,35 m) a bronz brala Rumunka Nicoleta Grasuová, která měla nejdelší hod v první sérii (63,58 m).

### Ósaka 2007
Na světovém šampionátu v japonské Ósace předvedla nejdelší hod Němka Franka Dietzschová a výkonem 66,61 m obhájila titul z předchozího MS v Helsinkách. Piščalnikovová vybojovala stříbro, když si ve finále vylepšila hodnotu osobního rekordu na 65,78 m. O stříbrnou medaili však později přišla. Všechny její výsledky, kterých dosáhla od 10. dubna 2007 totiž byly později anulovány.

### Manipulace se vzorky
Za údajnou manipulaci s dopingovými vzorky (moč), které byly Piščalnikovové a dalším šesti ruským atletkám (Taťjana Tomašovová, Julija Fomenková, Jelena Sobolevová, Světlana Čerkasovová, Olga Jegorovová a Gulfija Chanafejevová) odebrány na jaře roku 2007 dostala Piščalnikovová dvouletý zákaz startů, který začal platit 31. července 2008. Jejich trest byl později prodloužen o dalších devět měsíců a vypršel 30. dubna 2011.

### Návrat a druhý trest
V roce 2011 se vrátila do sektorů. Na ME družstev ve Stockholmu skončila na 2. místě a kvalifikovala se na MS v atletice v jihokorejském Tegu, kde obsadila ve finále 11. místo. Dne 5. července 2012 na ruském šampionátu v Čeboksarech se stala první diskařkou, která po více než třinácti letech přehodila sedmdesátimetrovou hranici. Její nové osobní maximum má hodnotu 70,69 metru. Dál než ona se naposledy dostala 29. května 1992 Larisa Korotkevičová, která tehdy reprezentovala Společenství nezávislých států a v Soči předvedla hod dlouhý 71,30 m. Na Letních olympijských hrách v Londýně vybojovala výkonem 67,56 m stříbrnou medaili. Na konci dubna roku 2013 však byla ruskou federací VFLA potrestána desetiletým zákazem činnosti za druhý dopingový prohřešek. 20. května 2012 odevzdala mimosoutěžní vzorek, ve kterém byla zjištěna přítomnost anabolického steroidu oxandrolonu. Její stříbrná olympijská medaile ji tak byla odebrána a na její pozici se posunula Číňanka Li Jen-feng, bronz dodatečně získala Kubánka Yarelys Barriosová.